# 戈壁天门冬
戈壁天门冬（学名：Asparagus gobicus）为天门冬科天门冬属的植物。分布于蒙古以及中国大陆的甘肃、陕西、内蒙古、青海、宁夏等地，生长于海拔1,600米至2,560米的地区，一般生于沙地及沙荒原上，目前尚未由人工引种栽培。